# Kacper Filipiak
Kacper Filipiak (ur. 19 listopada 1995 w Warszawie) – polski snookerzysta, od 2013 trenuje w Klubie Sportowym Cool Flowers Ożarów Mazowiecki. W kwietniu 2011 zdobył tytuł mistrza Europy U-21 na Malcie i jako pierwszy polski snookerzysta, dostał się do grona zawodowców. Numer 95 na oficjalnej liście rankingowej na sezon 2011/2012. Mistrz Polski w Snookerze 2014. W kwietniu 2021 r. niespodziewanie ogłosił zakończenie kariery sportowej.

## Przebieg kariery

### Rozgrywki krajowe

#### Sezon 2008/2009
Kacper Filipiak pierwszy raz wziął udział w polskich rozgrywkach krajowych podczas Mistrzostw Polski do lat 16, rozgrywanych w Warszawie w 2008 roku. Po wyjściu z grupy (na 3. miejscu) wygrał swój pierwszy pojedynek 2:1 z Mateuszem Baranowskim, aby następnie ulec z wynikiem 2:3 w 1/4 finału Piotrowi Majcherczykowi.

#### Sezon 2009/2010
W rozgrywanych w Krakowie Mistrzostwach Polski U-16, Kacper Filipiak podobnie jak przed rokiem dotarł do 1/4 finału, przegrywając 1:3 z Kamilem Zubrzyckim.
Kolejnym turniejem jaki zakończył grą w ćwierćfinale były Mistrzostwa Polski U-21, ostatni mecz turnieju przegrał 1:4 z późniejszym mistrzem Polski Michałem Zielińskim.

#### Sezon 2010/2011
W 2010 roku wziął udział w Otwartych Mistrzostwach Polski zajmując 1. miejsce w grupie. Ostatecznie przegrał w ćwierćfinale z Mariuszem Sirko 4:5.
W tym samym roku Kacper Filipiak zagrał w rozgrywanych w Warszawie Mistrzostwach Polski w kategorii do lat 19. Był to jedyny turniej rangi mistrzowskiej, w jakim brał udział ten snookerzysta, w którym nie udało mu się wyjść z grupy.
Dużo lepszy wynik Kacper Filipiak osiągnął w Mistrzostwach Polski do lat 16, rozgrywanych w poznańskim klubie 12ft. Zdobywając srebrny medal warszawski snookerzysta przegrał w finale stosunkiem 1:3 z Adamem Stefanowem.

#### Sezon 2011/2012
Po raz kolejny Kacper Filipiak dochodzi do 1/4 finału Mistrzostw Polski do lat 19. Tym razem stosunkiem 3:4 lepszy okazał się Grzegorz Biernadski.
Najlepszy jak do tej pory wynik w Otwartych Mistrzostwach Polski Kacper Filipiak zanotował w bieżącym sezonie w Zielonej Górze. W walce o finał przegrał z obrońcą tytułu mistrzowskiego sprzed roku – Michałem Zielińskim 3:5.

#### Sezon 2013/2014
Kacper Filipiak zostaje mistrzem Polski 2014, pokonując w finale obrońcę tytułu – Michała Zielińskiego 7:2.

#### Sezon 2014/2015
Na początku sezonu Kacper Filipiak wygrywa Drużynowe Mistrzostwa Polski 2014 w parze z Michałem Zielińskim. W nowych rozgrywkach organizowanych przez Polski Związek Snookera i Bilarda Angielskiego – Polskiej Lidze Snookera TOP 16 – Kacper Filipiak wygrał prawie wszystkie mecze i wbił najwięcej wysokich brejków. Na początku 2015 roku po raz pierwszy Filipiak zostaje mistrzem Polski do lat 21, w finale pokonując Mateusza Baranowskiego i ustanawiając w tym meczu najwyższy break w historii polskiego snookera – 144 punkty.

### Rozgrywki zagraniczne

#### Sezon 2010/2011
W kwietniu 2011 zdobył złoty medal na mistrzostwach Europy do lat 21 pokonując w finale Szkota Michaela Leslie 6-3. Dzięki temu zwycięstwu, jako pierwszy polski snookerzysta, dostał się do grona zawodowców.

#### Sezon 2011/2012
W kwalifikacjach do pierwszego rankingowego turnieju tego sezonu, jakim był turniej Australian Goldfields Open 2011, Kacper Filipiak odpadł już w pierwszej rundzie, przegrywając z Chińczykiem Li Yan 0-5.
Filipiak przegrał wszystkie mecze w pierwszych rundach w turniejach Main Touru do których przystąpił. W dwóch turniejach nie wziął udziału.
Puchar Narodów
W lipcu 2011 roku wraz z Krzysztofem Wróblem reprezentował Polskę w Drużynowym Pucharze Świata w snookerze.

#### Sezon 2014/2015
Kacper Filipiak w parze z Patrykiem Masłowskim zdobywa brązowy medal Drużynowych Mistrzostw Europy w Snookerze.
W egipskim Sharm El Sheik został wicemistrzem świata IBSF w snookerze na 6 czerwonych bilach (ang. IBSF World Snooker Championships Team & 6 Reds).
5 lutego wbił swojego pierwszego breaka maksymalnego podczas zawodów, na turnieju PLS Top 16 rozgrywanego w Lublinie. Jego rywalem był Marcin Nitschke, a całe spotkanie zakończyło się wynikiem 6-0.

## Ciekawostki
- W dzieciństwie trenował piłkę nożną w Hutniku Warszawa.
- Ronnie O’Sullivan po zobaczeniu występu Filipiaka w Drużynowym Pucharze Świata stwierdził, że zostanie on mistrzem świata[11].